# Коваріація та кореляція
Математичні поняття коваріа́ції (англ. covariance) та кореля́ції (англ. correlation) у теорії ймовірностей та статистиці дуже схожі. Обидва описують ступінь, до якого дві випадкові величини або набори випадкових величин схильні відхилятися від своїх математичних сподівань подібним чином.
Якщо X та Y — дві випадкові величини з середніми значеннями (математичними сподіваннями) μX та μY і стандартними відхиленнями σX та σY відповідно, то їх коваріація та кореляція такі:
| коваріація | {\displaystyle {\text{cov}}_{XY}=\sigma _{XY}=E[(X-\mu _{X})\,(Y-\mu _{Y})]}                          |
| кореляція  | {\displaystyle {\text{corr}}_{XY}=\rho _{XY}=E[(X-\mu _{X})\,(Y-\mu _{Y})]/(\sigma _{X}\sigma _{Y})}, |
тож
{\displaystyle \rho _{XY}=\sigma _{XY}/(\sigma _{X}\sigma _{Y})}
де E — оператор математичного сподівання. Примітно, що кореляція безрозмірнісна, тоді як коваріація має одиниці, отримувані шляхом множення одиниць цих двох величин.
Якщо Y завжди набуває тих же значень, що й X, ми маємо коваріацію змінної з самою собою (тобто {\displaystyle \sigma _{XX}}), яку називають дисперсією й частіше позначують через {\displaystyle \sigma _{X}^{2}}, квадрат стандартного відхилення. Кореляція змінної з самою собою завжди 1 (крім виродженого випадку, коли ці дві дисперсії дорівнюють нулю, оскільки X завжди набуває одного й того ж єдиного значення, і в цьому випадку кореляції не існує, оскільки її обчислення включатиме ділення на 0). Загалом, кореляція між двома змінними дорівнює 1 (або −1), якщо одна з них завжди набуває значення, яке точно задається лінійною функцією іншої з відповідно додатним (або від'ємним) кутовим коефіцієнтом.
Хоча значення теоретичних коваріацій та кореляцій і пов’язано вищезазначеним чином, розподіли ймовірностей ви́біркових оцінок цих величин жодним простим чином не пов’язано, і в загальному випадку їх потрібно розглядати окремо.

## Декілька випадкових величин
За будь-якої кількості випадкових величин, що перевищує 1, ці величини можливо об’єднати у випадковий вектор, чий i-й елемент є i-ю випадковою величиною. Тоді дисперсії та коваріації можливо помістити до коваріаційної матриці, в якій елемент (i, j) є коваріацією між i-ю та j-ю випадковими величинами. Аналогічно, кореляції можливо помістити до кореляційної матриці.

## Аналіз часових рядів
У випадку часового ряду, що є стаціонарним у широкому сенсі, як середні значення, так і дисперсії є сталими в часі (E(Xn+m) = E(Xn) = μX та var(Xn+m) = var(Xn), і так само для змінної Y). У цьому випадку взаємна коваріація та взаємна кореляція є функціями часової різниці:
| взаємна коваріація | {\displaystyle \sigma _{XY}(m)=E[(X_{n}-\mu _{X})\,(Y_{n+m}-\mu _{Y})],}                        |
| взаємна кореляція  | {\displaystyle \rho _{XY}(m)=E[(X_{n}-\mu _{X})\,(Y_{n+m}-\mu _{Y})]/(\sigma _{X}\sigma _{Y}).} |
Якщо Y є тією же змінною, що й X, то наведені вище вирази називають автоковаріацією та автокореляцією:
| автоковаріація | {\displaystyle \sigma _{XX}(m)=E[(X_{n}-\mu _{X})\,(X_{n+m}-\mu _{X})],}                 |
| автокореляція  | {\displaystyle \rho _{XX}(m)=E[(X_{n}-\mu _{X})\,(X_{n+m}-\mu _{X})]/(\sigma _{X}^{2}).} |